# フォークアート

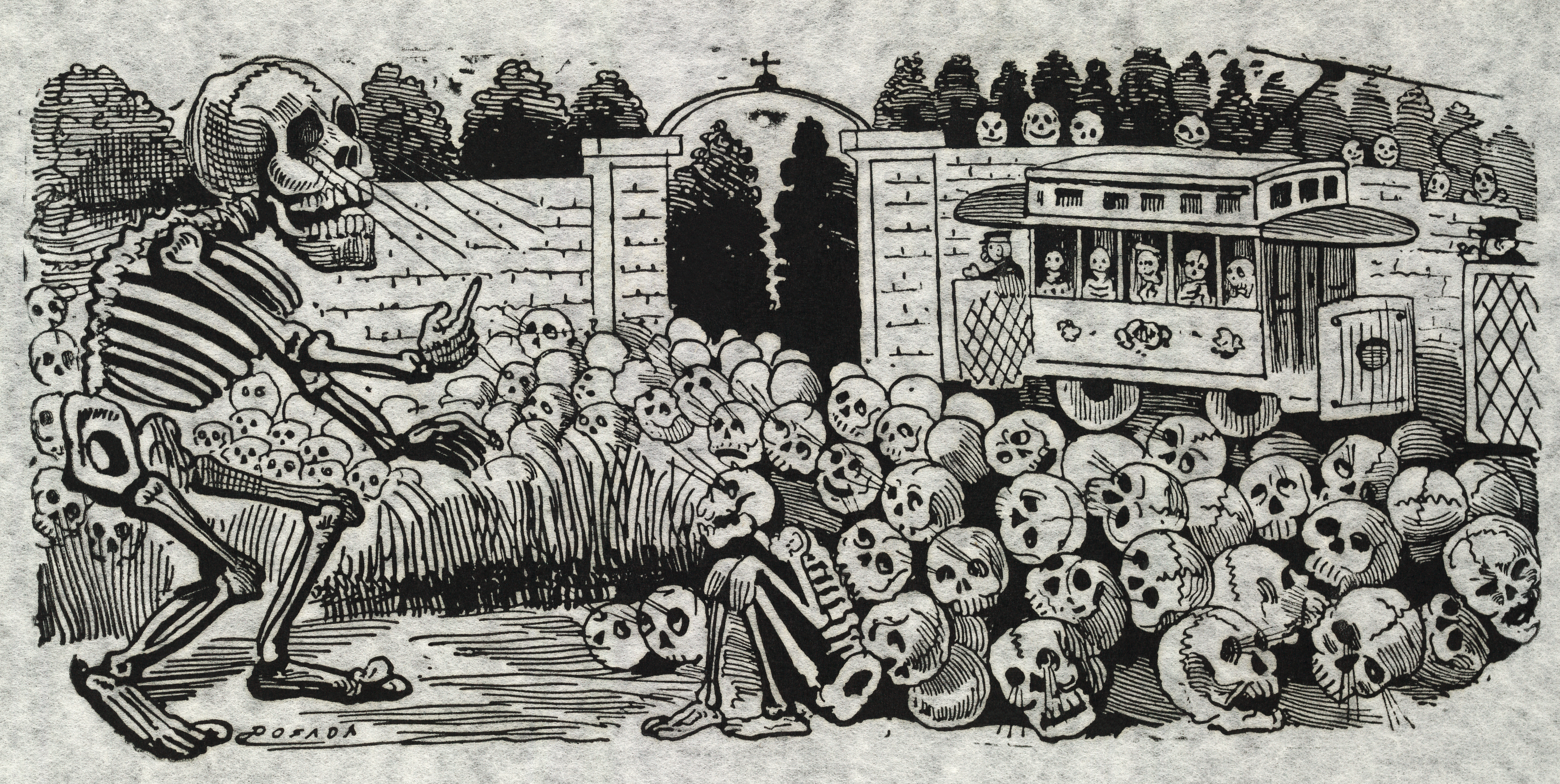
「大きな電気骸骨」、ホセ・ポサダ作　"Gran calavera eléctrica" by José Guadalupe Posada, Mexico, 1900-1913

フォークアート（英語：folk art）は、土地固有の文化から生まれたアートで、農業、商工業他の労働者によって生み出されるアートを含む。純粋な美を追求する美術と対照的に、フォークアートは主に実用的で装飾的である。フォークアートの特徴は、様式が単純で、経験的なプロポーションあるいは視線の規則を超えている点にある。
関連する用語に、アウトサイダーアート、「独学」のアートと素朴派（ナイーブアート）がある。フォークアートという現象は、ある特定の文化に固有な性質を備えており、文明化を目指して進む間に、年月とともに近代化、工業化や外部からの影響により急速に衰退しつつある。
フォークアートはさまざまな地理的要因や時代の流行によって異なり、その多様性は、一部のパターンを示せても、相対的な姿を表しにくい。

## 特徴
フォークアートの特徴は、アカデミック美術あるいはファインアート界の運動に影響されないことである。そして多くの場合、フォークアートには職業人としてのアーティストが手がけた「高級なアート」あるいは「美術品」として美術のパトロンが買う作品を含めない。そうはいうものの、18～19世紀にアメリカで活躍した多くのフォークアート画家は、旅回りの肖像画家を含め、絵の仕事によって生計を立てていた。さらに、そのうちの何人かは、たいへん多くの作品を残している。
フォークアートと重なる用語として、ナイーブアート、プリミティヴ・アート(原始美術)、プリミティヴィスム、ポップアート、アウトサイダーアート、伝統美術、トライバル（部族的な）アート、「放浪アート」、「独学の」アートをあげることができるし、さらには「勤労者」のアートまで含まれる。
これらすべての用語は、当然ながら異なる意味を示しながら、どれも、しばしば「フォークアート」という用語と入れ替えて使われるため、それぞれの用語をきちんと定義することは難しい。
フォークアートとは、それぞれの地域社会が共有する価値観と美学を伝え、文化の独自性を表すものである。素材には、布、木、紙、粘土、金属など、実用本位で装飾的なものが使われる。昔から用いられた素材が手に入らなければ、新しい素材に代えることはまれではなく、結果として、伝統的なフォークアートの姿が現代の表現力で作られるのだ。

フォークアートは地域社会にある多様なグループが受け継いだ、伝統的なアートの姿を反映している。それらのグループとは、民族や部族、宗教、職業別や地理的に分かれており、同じ地域のグループ同士には共通性が見られ、その地域社会全体にもなじんでいる。
フォークアートの担い手は、日常生活で見習いをしながら技巧と技術を学び、ときには正式に教育を受けることもある。

## 古い時代のフォークアート
古い時代のフォークアートは本流のアートと区別される。今日、フォークアートの作品を収集する魅力は、おおかた作品の芸術的な価値にあるが、作品を作った時点では、「芸術のためのアート」であることを目指したわけではないからだ。
例をあげると、「風変わりな」骨董品でもある収集品には、風見鶏（風向計）、店の看板や彫像、旅回りの絵師が描いた肖像、メリーゴーラウンドの馬、消火バケツ、絵で飾ったゲーム盤、鉄を鋳造したドアストッパーほか、これらに類する非常に多くの種類がある。

## 現代のフォークアート
キルト(手芸)、装飾的な額縁、デコイ（狩猟に使う鳥の模型）など、昔からあるフォークアートの品物でいまも製作が盛んなものは多く、新しい形が絶えず現れている。1960年代から、装飾を施した竹製のパイプ（煙管）がアメリカでフォークアートの人気の品物に加わった。これらのパイプは実用向きに手作りされ、アメリカ・サンフランシスコのヘイト・アシュベリー地区（1960年代にヒッピーが多く集まった場所）、ニューヨーク市のグリニッジ・ヴィレッジ地区などの街角で、しばしば作者が自ら売った。
現代のパイプはデザインを見ると、アフリカやボルネオの伝統的な飾りをほどこした竹パイプを思い出す。ただしパイプについて記した本によると、彫刻をほどこしたアメリカの竹パイプのデザインでは、火皿に黄銅を用いている。
1970年代から、サンフランシスコの路上アーティストのダレル,パイプマン,モーティマーはほぼ10,000本の竹パイプに刺青のような線彫りを施し、1点ずつサインと製造番号を入れ、自ら売ってきた。大麻はよくあるモチーフで、アメリカ先住民のモチーフやデザインも多く、あるいはヴィクトル・ヴァザルリやアメリカのマウリッツ・エッシャー（英語:Maurits Cornelis Escher）の作品を思い起こすデザインも目立つ。

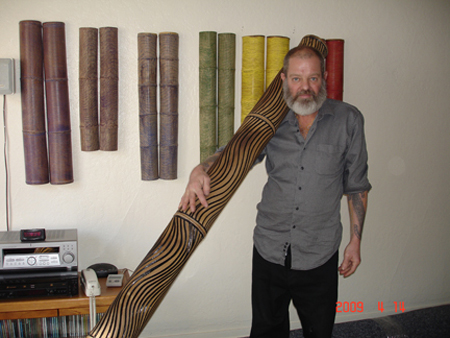
ダレル・モーティマーと作品。直径20cmほどのパイプには「刺青の歴史」と作者自らが呼ぶモチーフが刻まれている。作者のアトリエにて、サリー・ラーセン撮影（2009年）

現代のフォーク・アートの作家はしばしば独学で技術を身につけ、作品づくりは人里離れた場所や、国のあちこちにある小さな地域社会で行われることが多い。スミソニアン・アメリカンアート美術館は、そうした作家70人以上の作品を収蔵している。1980年代初めには、不思議な芸術的才能で有名な現代フォーク・アートの作家が出現した。そのうちのひとりはフィリピン出身の著名なフォークアート画家で、「アマンピントル」と名乗ったエリト・チルカという。彼自身の髪から絵筆を作り、キャンバスの素材感を出すために自分の髪の毛を貼り付け、また自身の血液を絵の具として使って、画面の右側にサインを入れていた。彼は、画家として美術の専門教育を受けたことも、あるいは師となる画家に指導されたこともなく、全くの独学で自分のスタイルを創りだしたのである。

## 美術の本流への影響
フォークアートそのものも、その表現形式とモチーフも、いろいろな芸術家を奮起させた。アフリカの部族の彫刻や仮面から影響を受けたパブロ・ピカソ、ルボークという伝統的なロシアの民衆版画（ロシア語: лубок、英語: lubok）に影響されたロシアのナタリア・ゴンチャロワ他の例がある。
音楽界では、作曲家イーゴリ・ストラヴィンスキーが異教から刺激を受け、有名な『春の祭典』を作曲した。